# Ходоровский, Иосиф Исаевич
Иосиф Исаевич Ходоровский (1885—7 мая 1938) — профессиональный революционер, участник Гражданской войны, советский государственный и партийный деятель.

## Биография
Родился в 1885 году в городе Николаев.
Вступил в РСДРП в 1903 году, большевик. Работу вёл в Николаеве, Москве и других городах.
В 1905 году — член Николаевского комитета РСДРП. С 28(15) июня по 20(7) июля находился в херсонской тюрьме, затем вернулся в Николаев.
Участник Революции 1905—1907 годов. Участник вооруженного восстания в Москве в 1917 году.
После Октябрьской революции — на партийной, военной и советской работе:
- В 1918 — член коллегии Наркомата труда,
- до осени 1919 — на военно-штабных должностях Южного фронта,
  - в декабре 1918 г. — марте 1919 г. начальник политотдела и одновременно 17 января — 6 июля 1919 года член РВС фронта
  - 23 марта 1919 — 27 августа 1919 — Реввоенсовет 9-й армии[2]
- 1919—1920 — председатель Казанского губисполкома и секретарь Казанского губкома РКП(б), член Татревкома. Возглавлял исполком Казанского городского Совета рабочих и красноармейских депутатов с момента его образования до осени 1920 г.
- С 1921 г. — председатель Тульского губисполкома, затем секретарь Сибирского бюро ЦК РКП(б)
- 1922—1928 — в Наркомпросе РСФСР
  - с 1924 — заведующий Главпрофобром (Главное управление профессионального образования)
  - до 1928 — заместитель наркома.
- 1928—1932 — работал торговым представителем в Италии, затем в Турции.
- с 1932 был заместителем председателя Комитета по высшему техническому образованию при ЦИК СССР

В июле 1934 года стал начальником Лечебно-санитарного управления Кремля.
- Арестован 2 декабря 1937 года.
- Приговорён: ВКВС СССР 3 мая 1938 года, обвинён в участии в контр-революционной террористической организации.
- Расстрелян 7 мая 1938 года. Место захоронения: Московская область, п. Коммунарка.

Реабилитирован 11 апреля 1956 года ВКВС СССР.

## Адреса в Москве
Проживал: Москва, ул. Серафимовича, д.2 (Дом правительства), кв. 365.